# ウィーンのボンボン
『ウィーンのボンボン』（ドイツ語: Wiener Bonbons）作品307は、ヨハン・シュトラウス2世が作曲したウィンナ・ワルツ。1866年1月28日の夜、ホーフブルク宮殿内の舞踏会場「レドゥーテンザール（Redoutensaal）」で初演された。

## 楽曲解説

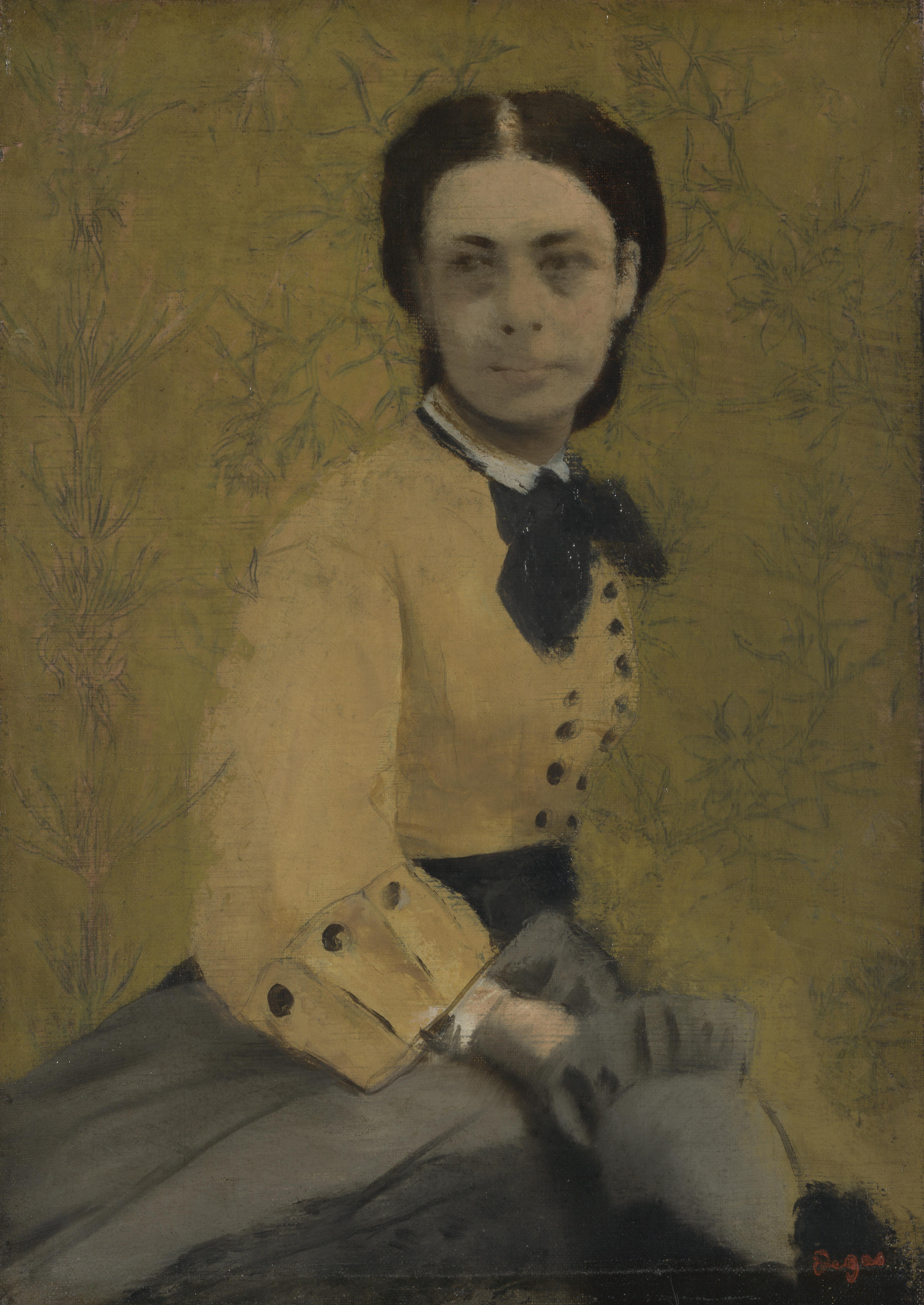
パウリーネ・フォン・メッテルニヒ侯爵夫人（1865年の肖像画）

このワルツのタイトルにある「ボンボン」とは、甘味のフランスの砂糖菓子のことを指す。
1866年1月28日夜のレドゥーテンザールでの「産業協会舞踏会」において初演された。この日、弟であるヨーゼフ・シュトラウスが作曲したワルツ『ドイツの挨拶』（作品191）やポルカ・マズルカ『パウリーネ』（作品190a）も同時に初演されている。これら3つの作品は、この大舞踏会の経済的なパトロンであったパウリーネ・フォン・メッテルニヒ侯爵夫人（オーストリア帝国パリ駐在大使の妻）に献呈された。いずれの作品も、パリ在住の侯爵夫人パウリーネに関わりのある曲名となっている。
当時メッテルニヒ侯爵夫人は、パリ市内にドイツ病院を建設しようとしており、舞踏会は資金調達のチャリティーの目的で開かれたものだった。シュトラウス兄弟は、翌1867年の夏に催されるパリ万国博覧会で演奏会を開こうとしており、その助力を求めるために「パリ駐在大使の妻」としてパリで影響力を示せる彼女に作品を献呈したのである。ただし、この舞踏会が終わった後に、実際にパリにドイツ病院が建設されたのかどうかは分かっていない。

## 構成

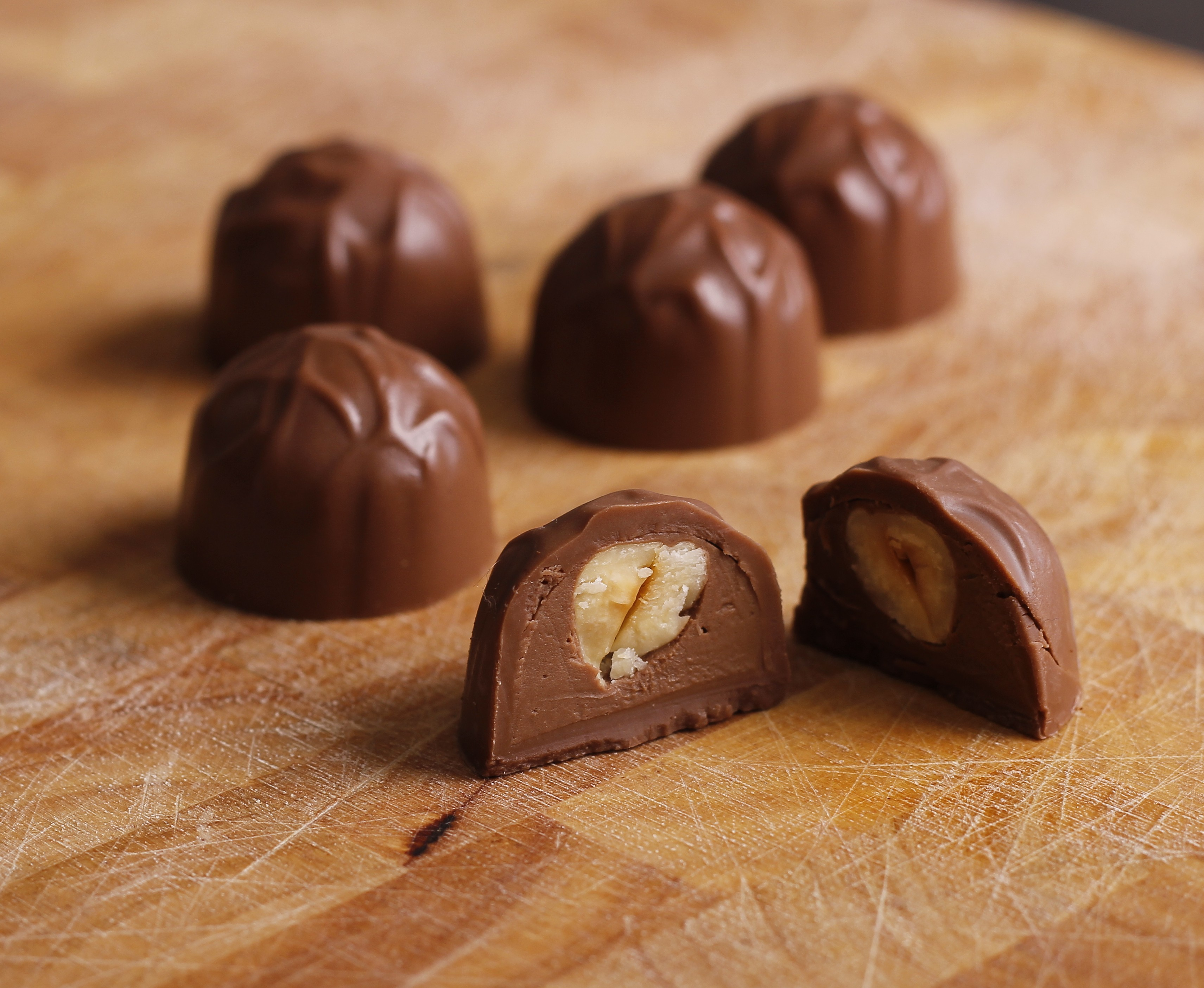
ボンボン菓子

序奏、5つの小ワルツ、コーダからなる。曲名にも取り入れられている「ボンボン」がもともとフランスの菓子であることもあり、全体的に垢抜けたフランス趣味の内容になっている。

第1ワルツ